# تشيكو هوندا
تشيكو هوندا (باليابانية: 本多 知恵子) (مواليد 28 مارس 1963 - الوفاة 18 فبراير 2013) كانت مؤدية أصوات يابانية.

## أعمال
- دراغون بول
- مغامرات نغم
- كاتيكيو هيتمان ريبورن!
- المخترع الصغير
- ليدي
- لحن الحورية
- روروني كنشين
- سول إيتر

## وصلات خارجية
- تشيكو هوندا على موقع IMDb (الإنجليزية)
- تشيكو هوندا على موقع ميوزك برينز (الإنجليزية)
- تشيكو هوندا على موقع ديسكوغز (الإنجليزية)
- تشيكو هوندا على موقع قاعدة بيانات الفيلم (الإنجليزية)
- تشيكو هوندا على موقع ANN person (الإنجليزية)